# Reynoldsburg
Reynoldsburg est une ville située sur les comtés de Fairfield, Franklin et Licking, dans l’État de l’Ohio. Lors du recensement de 2010, sa population s’élevait à 35 893 habitants. Sa superficie totale est de 29,11 km2.

## Source
- (en) Cet article est partiellement ou en totalité issu de l’article de Wikipédia en anglais intitulé « Reynoldsburg, Ohio » (voir la liste des auteurs).